# 8311 Zhangdaning
8311 Zhangdaning eller 1996 TV1 är en asteroid i huvudbältet som upptäcktes den 3 oktober 1996 av Beijing Schmidt CCD Asteroid Program vid Xinglong-observatoriet. Den är uppkallad efter Daning Zhang.
Asteroiden har en diameter på ungefär 3 kilometer.